# Rajd Polski 2008
Rajd Polski 2008 (Orlen Platinum 65. Rajd Polski) to kolejna, 65 edycja rajdu samochodowego Rajd Polski rozgrywanego w Polsce. Rozgrywany był od 6 do 8 czerwca 2008 roku. Bazą rajdu była miejscowość Mikołajki. Rajd był czwartą rundą Rajdowych Mistrzostw Europy w roku 2008, a także czwartą rundą Rajdowych Samochodowych Mistrzostw Polski w roku 2008. Składał się z 14 odcinków specjalnych (OS).

## Zwycięzcy odcinków specjalnych[2]
| Dzień     | Numer odcinka | Nazwa odcinka | Długość  | Zwycięzca odcinka                     | Nr Sam. | Samochód                 | Czas    | Śr. pr.    | Lider rajdu                     |
| --------- | ------------- | ------------- | -------- | ------------------------------------- | ------- | ------------------------ | ------- | ---------- | ------------------------------- |
| 6 czerwca | OS1           | Mikołajki SSS | 2,5 km   | Tomasz Kuchar Daniel Dymurski         | 14      | Subaru Impreza STi       | 1:51.0  | 81,1 km/h  | Tomasz Kuchar Daniel Dymurski   |
| 7 czerwca | OS2           | Grabówka 1    | 12,09 km | Michał Bębenek Grzegorz Bębenek       | 19      | Mitsubishi Lancer EVO IX | 7:21.8  | 98,5 km/h  | Bryan Bouffier Xavier Panseri   |
| 7 czerwca | OS3           | Gawliki 1     | 28,70 km | Michał Bębenek Grzegorz Bębenek       | 19      | Mitsubishi Lancer EVO IX | 17:01.1 | 101,2 km/h | Michał Bębenek Grzegorz Bębenek |
| 7 czerwca | OS4           | Wydminy 1     | 29,62 km | Michał Bębenek Grzegorz Bębenek       | 19      | Mitsubishi Lancer EVO IX | 16:15.3 | 109,3 km/h | Michał Bębenek Grzegorz Bębenek |
| 7 czerwca | OS5           | Grabówka 2    | 12,09 km | Bryan Bouffier Xavier Panseri         | 11      | Peugeot 207 S2000        | 7:13.6  | 100,4 km/h | Michał Bębenek Grzegorz Bębenek |
| 7 czerwca | OS6           | Gawliki 2     | 28,70 km | Michał Kościuszko Maciej Szczepaniak  | 8       | Peugeot 207 S2000        | 16:48.7 | 102,4 km/h | Michał Bębenek Grzegorz Bębenek |
| 7 czerwca | OS7           | Wydminy 2     | 29,62 km | Michał Kościuszko Maciej Szczepaniak  | 8       | Peugeot 207 S2000        | 16:01.4 | 110,9 km/h | Michał Bębenek Grzegorz Bębenek |
| 7 czerwca | OS8           | Mikołajki SSS | 2,5 km   | Tomasz Kuchar Daniel Dymurski         | 14      | Subaru Impreza STi       | 1:50.1  | 81,7 km/h  | Michał Bębenek Grzegorz Bębenek |
| 8 czerwca | OS9           | Paprotki 1    | 25,78 km | Zbigniew Staniszewski Bartłomiej Boba | 23      | Mitsubishi Lancer EVO IX | 13:59.2 | 110,6 km/h | Michał Bębenek Grzegorz Bębenek |
| 8 czerwca | OS10          | Miłki 1       | 23,26 km | Michał Bębenek Grzegorz Bębenek       | 19      | Mitsubishi Lancer EVO IX | 12:43.7 | 109,6 km/h | Michał Bębenek Grzegorz Bębenek |
| 8 czerwca | OS11          | Tros 1        | 15,60 km | Zbigniew Staniszewski Bartłomiej Boba | 23      | Mitsubishi Lancer EVO IX | 8:33.5  | 109,4 km/h | Michał Bębenek Grzegorz Bębenek |
| 8 czerwca | OS12          | Paprotki 2    | 25,78 km | Michał Sołowow Maciej Baran           | 9       | Peugeot 207 S2000        | 13:42.8 | 112,8 km/h | Michał Bębenek Grzegorz Bębenek |
| 8 czerwca | OS13          | Miłki 2       | 23,26 km | Michał Bębenek Grzegorz Bębenek       | 19      | Mitsubishi Lancer EVO IX | 12:32.2 | 111,3 km/h | Michał Bębenek Grzegorz Bębenek |
| 8 czerwca | OS14          | Tros 2        | 15,60 km | Zbigniew Staniszewski Bartłomiej Boba | 23      | Mitsubishi Lancer EVO IX | 8:28.9  | 110,4 km/h | Michał Bębenek Grzegorz Bębenek |

## Wyniki końcowe rajdu
| Miejsce | Miejsce | Kierowca              | Pilot                 | Samochód                       | Czas      | Strata  |
| ERC     | RSMP    | Kierowca              | Pilot                 | Samochód                       | Czas      | Strata  |
| ------- | ------- | --------------------- | --------------------- | ------------------------------ | --------- | ------- |
|         | 1       | Michał Bębenek        | Grzegorz Bębenek      | Mitsubishi Lancer EVO IX       | 2:35:31.6 | –       |
|         | 2       | Bryan Bouffier        | Xavier Panseri        | Peugeot 207 S2000              | 2:36:14.9 | +43.3   |
| 1       | 3       | Michał Sołowow        | Maciej Baran          | Peugeot 207 S2000              | 2:37:16.1 | +1:44.5 |
|         | 4       | Zbigniew Staniszewski | Bartłomiej Boba       | Mitsubishi Lancer EVO IX       | 2:37:29.3 | +1:57.7 |
|         | 5       | Kajetan Kajetanowicz  | Maciej Wisławski      | Mitsubishi Lancer EVO IX       | 2:37:44.2 | +2:12.6 |
|         | 6       | Patrik Flodin         | Göran Bergsten        | Subaru Impreza STi             | 2:38:45.3 | +3:13.7 |
| 2       | 7       | Tomasz Czopik         | Łukasz Wroński        | Mitsubishi Lancer EVO IX       | 2:38:54.0 | +3:22.4 |
|         | 8       | Paweł Dytko           | Tomasz Dytko          | Mitsubishi Lancer EVO IX       | 2:38:58.5 | +3:26.9 |
|         | 9       | Stefan Karnabal       | Michał Kuśnierz       | Mitsubishi Lancer EVO IX       | 2:40:53.6 | +5:22.0 |
| 3       | –       | Volkan Isik           | Kaan Özsenler         | Fiat Abarth Grande Punto S2000 | 2:40:59.0 | +5:27.4 |
|         | 10      | Łukasz Sztuka         | Sebastian Rozwadowski | Mitsubishi Lancer Evo IX       | 2:41:13.2 | +5:41.6 |